# 森雅志
森 雅志（もり まさし、1952年8月13日 - ）は、日本の政治家、司法書士。元富山県富山市長（新市4期、旧市1期）。元富山県議会議員（2期）。2013年から内閣府地方分権改革有識者会議議員。

## 来歴
富山県富山市生まれ。富山県立富山中部高等学校、中央大学法学部卒業。1977年、司法書士・行政書士事務所を開設。
1995年、富山県議会議員選挙に出馬し初当選。1999年に再選。県議時代は自由民主党に所属した。
2002年、富山県議を任期途中で辞職し、旧富山市長選挙に出馬し初当選。
2005年4月1日、旧富山市、上新川郡大沢野町、大山町、婦負郡八尾町、婦中町、山田村、細入村の7市町村が新設合併して、現在の富山市が発足。同年4月24日に実施された富山市長選挙に出馬し、共産党公認の新人を破り当選。
「権力は10年経てば腐る」として首長の多選に批判的だったが、2016年12月7日、任期満了に伴う市長選への出馬表明をし、2017年4月、自民党・民進党・公明党の推薦を受け4選（旧市と合わせ5期目）。
2019年6月28日、記者会見を開き、2021年春での退任を表明した。退任後は、地元呉羽で父が営む梨農家を継ぐ一方、講演等の依頼があれば受けるとも表明している。
現在は、日本政策投資銀行特任顧問、富山大学客員教授、事業構想大学院大学客員教授を務める。

## 不祥事・発言
ニュージーランド地震への対応
- 2011年のニュージーランド地震で、ニュージーランドで研修中だった市立の富山外国語専門学校の生徒ら23人が巻き込まれ12人が死亡したことについて、遺族が学校側の安全管理が不行き届きであったとして同校に提出した質問状に対し、「今回の語学研修は富山市主催でも学校の公式行事でもなく、生徒が自己責任で参加したものである」と述べ、「この間、失礼な文章で面会したいというお手紙が来たから、即断りました」[10]などと発言した。遺族側は人格権を侵害され、名誉を傷つけられたと主張。亡くなった学生3名の遺族が2014年2月28日、森の発言で精神的苦痛を受けたとして、市を相手に慰謝料300万円を求める訴訟を富山地裁に起こした[11]。
- 2015年11月25日、富山地方裁判所は市の責任を認め慰謝料として60万円の支払いを命じた[12]。

新型コロナウイルスへの対応
- 2020年3月30日に富山県が新型コロナウイルスによる県内初の感染確認を受けて会見を開くと、翌日31日午前、森は会見で、県の対応を「（当時の石井）知事はあまりにもパフォーマンスが過ぎる」「県の厚生部長は全く信頼できない人間」と批判し、物議をかもした[13]。

- 同年4月17日、県内で初めて新型コロナウイルス感染者が死亡。翌4月18日に富山市が市保健所で開いた記者会見では、市民から初の死者が出たことを説明する場に、森の姿はなかった。トップ不在の理由を問う記者の質問に対し、市の保険部長は「わざわざ会見を開くという判断を市長はしていない」と答えた[14]。

- 同年5月1日、新型コロナウイルス対策の財源に充てるため、自身の6月期末手当を全額カットする条例案を市議会臨時会に提出した。副市長、政策監、教育長、上下水道事業管理者、病院事業管理者、常勤の監査委員については50％減額する。削減額は計826万円[15][16]。同日、同条例案は可決された[17]。

- 2021年4月16日夜、富山市内の料理店で、新田八朗富山県知事やその姉の高橋はるみ参議院議員らと最多6人で飲酒を伴う会食をしていた。4月14日に富山県が独自の新型コロナウイルス感染拡大警報「富山アラート」を発令し、5人以上での飲食を自粛するよう県民に求めた2日後のことだった[18][19]。

その他
- 2018年8月2日、LGBTなど性的少数者のカップルを公的に認める「パートナーシップ宣誓制度」について、「社会的要請があるとはまったく感じていない」「社会的要請がそれほどないと考えるのが普通の見方。皮膚感覚としても、まったく感じていない」と述べ、導入を検討する考えがないことを明らかにした[20]。

- 富山市における富山ライトレールとコンパクトシティの事業が評価され、2010年に国土交通省の交通文化賞を受賞した[21]。

- 富山駅の南北を走る二つの路面電車を接続し、直通運転を実現した。2020年3月21日、富山市のオーバード・ホールで、路面電車の南北接続を祝う記念式典が執り行われた[22]。
- 2012年12月、東日本大震災で発生した岩手県山田町の災害廃棄物（震災がれき）の受け入れに際し、トラックの侵入を妨害したとして、がれきの受け入れに反対する市民団体メンバーを威力業務妨害容疑で告訴。富山地検は2014年2月に市民団体メンバーを不起訴処分とした[23]。
- 2020年10月富山県知事選挙において、対立候補の選挙活動に参加していた杉本正県議会議員を名誉毀損で告訴し、損害賠償220万円を要求[24]。2021年7月森は請求放棄を申し出、裁判は終了した[25]。

## 人物
- 私費による海外視察に積極的である[26]。ヨハネス・フェルメールの絵画鑑賞を趣味とし、2013年までに現存する各地のフェルメール作品35作品のうち34作品を制覇したと述べている[26]。

- 日本と韓国との間に歴史上深い関係があるとして、森は韓国に「自らの遺伝子のルーツ」を感じると述べている[27]。

- オリンパス元副社長の森久志は弟[28]。

- 元日本海ガス社長の新田八朗富山県知事は、後援会「雅友会」の会長を務めた[29]。

## 著書
- 『森のひとりごと』北日本新聞社、2004年。ISBN 978-4906678990。
- 『森のよた話 森雅志講演録』北日本新聞社、2011年。ISBN 978-4861750526。
- 『やっぱり森のひとりごと』北日本新聞社、2012年。ISBN 978-4861750694。

## 出演
- はりぼて - 2020年製作の映画

## 関連人物
- 新田八朗 - 富山県知事。森の後援会「雅友会」の会長を務めた。